# Viola Calligaris
Viola Calligaris, née le 17 mars 1996 à Sarnen, est une footballeuse internationale suisse. Elle évolue au poste de défenseure à la Juventus.

## Biographie
Viola Calligaris commence le football à huit ans au FC Giswil. Elle rejoint ensuite le FC Sachseln, puis le SC Kriens. Elle est vice-championne de Suisse U15 avec l'équipe masculine du SC Emmen United.

### En club

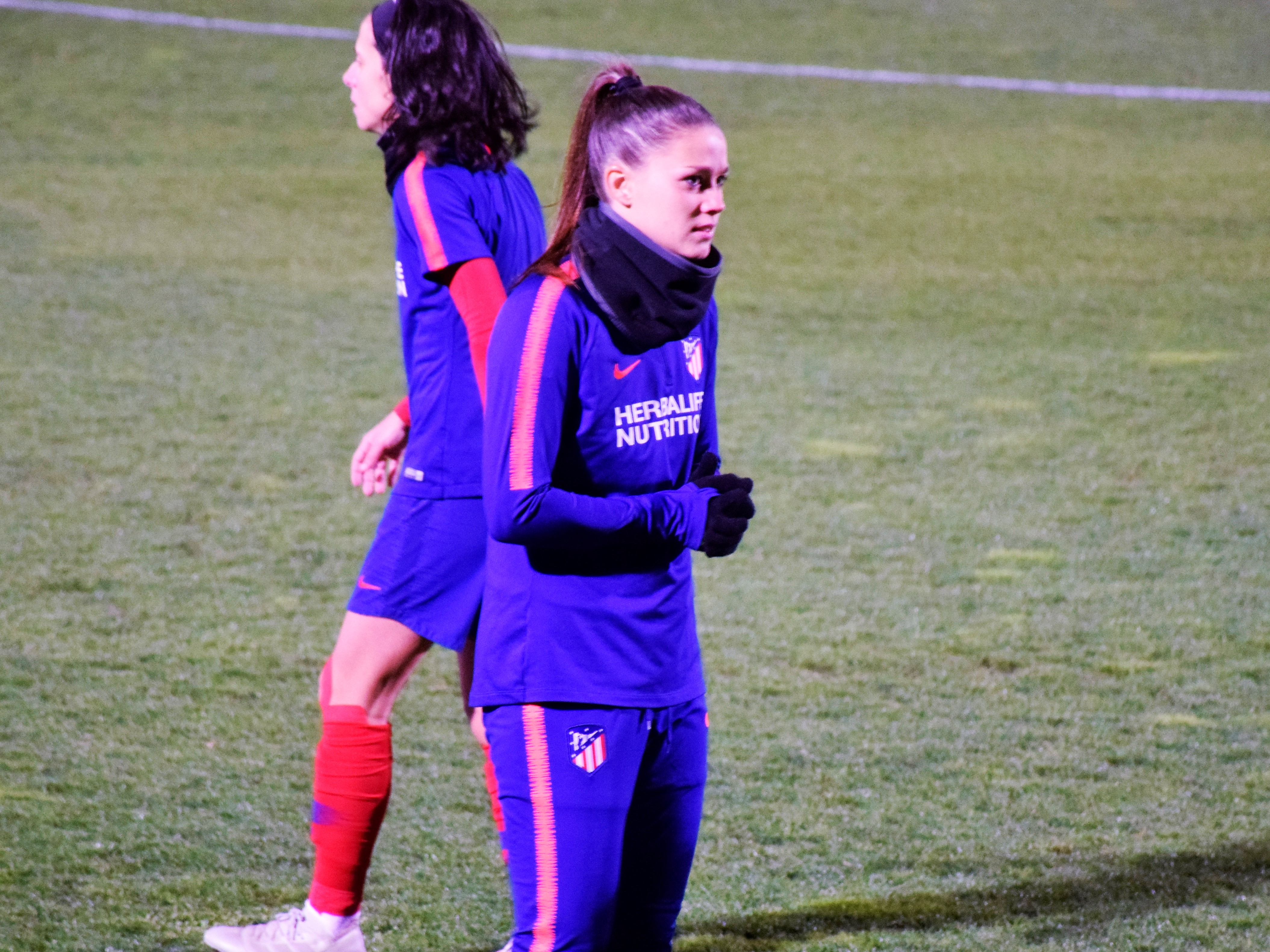
Calligaris avec l'Atlético Madrid.

En 2013, elle signe aux Young Boys de Berne. En 2017, après quatre saisons à Berne, Calligaris quitte la Suisse pour signer en Espagne à l'Atlético Madrid. Face à Santa Teresa en novembre 2017, elle inscrit un doublé. Elle remporte deux championnats d'Espagne avec les rojiblancas.
Après deux saisons à l'Atlético, elle rejoint le Valence CF en 2019.
Elle signe dans le club rival de Valence, le Levante UD, à l'été 2020.
En décembre 2020, une blessure grave au genou met fin à sa saison.
Alors qu'elle avait au début de sa carrière un profil plutôt offensif, elle recule progressivement sur le terrain, jusqu'à jouer en défense centrale ou en latérale droite. Lors de la saison 2022-2023, elle est moins utilisée à Levante, qu'elle quitte à la fin de son contrat.
Fin juin 2023, elle signe pour deux saisons au Paris Saint-Germain.

### En sélection

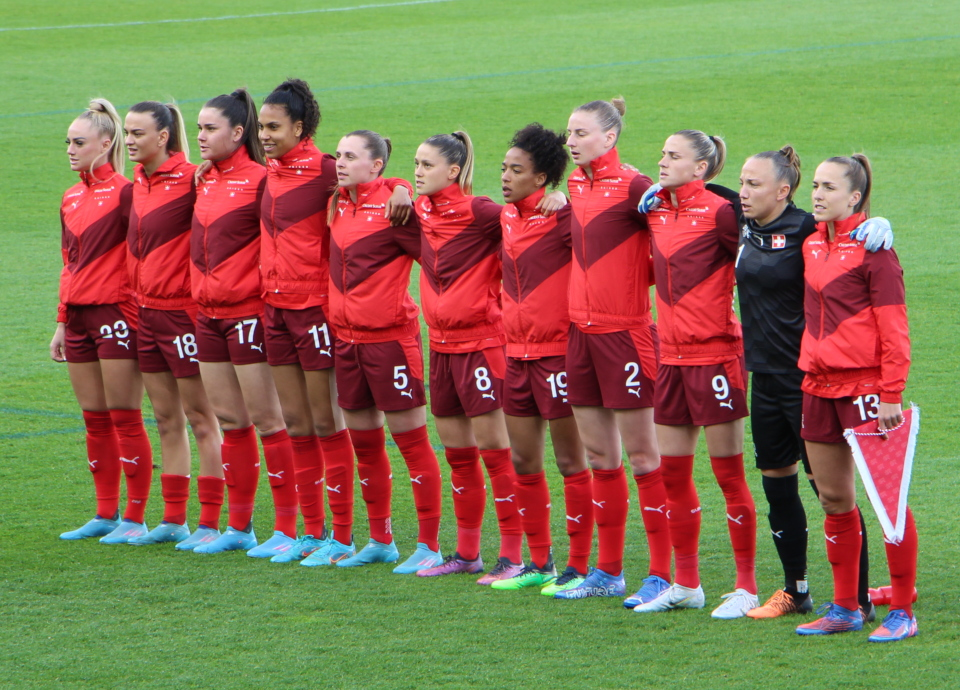
Calligaris (n°8) avec la sélection suisse en 2022.

Avec la Nati, elle participe aux Euros 2017 et 2022.
Le 6 septembre 2022, alors que la Suisse doit battre la Moldavie avec au moins 11 buts d'écart pour se qualifier pour les barrages de la coupe du monde 2023, Viola Calligaris ouvre le score dès la 2e minute, pour une victoire finale 15-0.

## Palmarès
Atlético de Madrid
- Championnat d'Espagne (2) :
  - Championne en 2018 et 2019